# Jaguar XK
Jaguar XK je sportovní automobil kategorie GT (Gran Turismo) vyráběný britskou automobilkou Jaguar Cars. První generace, označovaná X100, se vyráběla od roku 1996 jako nástupce modelu XJS. V roce 2006 byla nahrazena současnou generací s označením X150.

## Jaguar XKX100(1996–2006)
Jaguar XK (také označovaný jako XK8) se poprvé představil v roce 1996 na autosalonu v Ženevě. Se svým předchůdcem, modelem XJS, sdílel pouze podvozkovou platformu, vše ostatní bylo vyvinuto zcela nově. Jednou z nejdůležitějších změn bylo použití zcela nového, v historii značky Jaguar dosud nepoužívaného, vidlicového osmiválcového motoru (odtud název XK8). Tento hliníkový osmiválec označovaný AJ-V8 (konkrétněji AJ26-V8) nahradil o rok později všechny ostatní motory značky (6 a 12válce) a zůstal jedinou Jaguarem nabízenou pohonnou jednotkou až do roku 1999. 4,0 litrový motor disponoval rozvodem DOHC, 32 ventily a byl nabízen ve dvou variantách: standardní atmosférické (výkon 284 koní/ 209 kW) nebo přeplňované kompresorem typu Roots (363 koní/ 267 kW). Zdvihový objem činil přesně 3 996 cm3. Maximální rychlost všech modelů byla elektronicky omezena na hodnotu 250 km/h (155 mil/h). Zrychlení z 0 na 100 km/h se pohybovalo okolo 6,7 sekundy u standardní verze a 5,4 sekundy u verze přeplňované, nazývané XKR.
Vůz se dodával ve dvou variantách karoserie: coupé nebo kabriolet, označovaný Convertible. Vzhled oblé karoserie byl spíše než modelem XJS inspirován slavným modelem E-Type. Nezávisle zavěšená přední kola s dvojitými trojúhelníkovými rameny spočívají na hliníkovém pomocném rámu, zadní náprava
odvozená od staršího modelu XJ40 používá příčná ramena s vinutými pružinami a hydraulickými tlumiči. Ve všech provedeních vůz disponoval vzduchem chlazenými hydraulickými
kotoučovými brzdami. Standardní výbavou bylo také ABS, elektronická kontrola trakce a 18palcová kola z lehkých slitin. Za příplatek (u XKR v základní výbavě) bylo možno získat počítačově řízený systém odpružení, označovaný CATS (Computer Active Technology Suspension), tempomat nebo navigační systém. K dostání byla zprvu automatická 5stupňová převodovka ZF 5HP25, u XKR W5A580 MB, od roku 2002 (MY 2003) ve spojení s motorem 4,2 litru jednotně u XK i XKR 6stupňovou ZF.

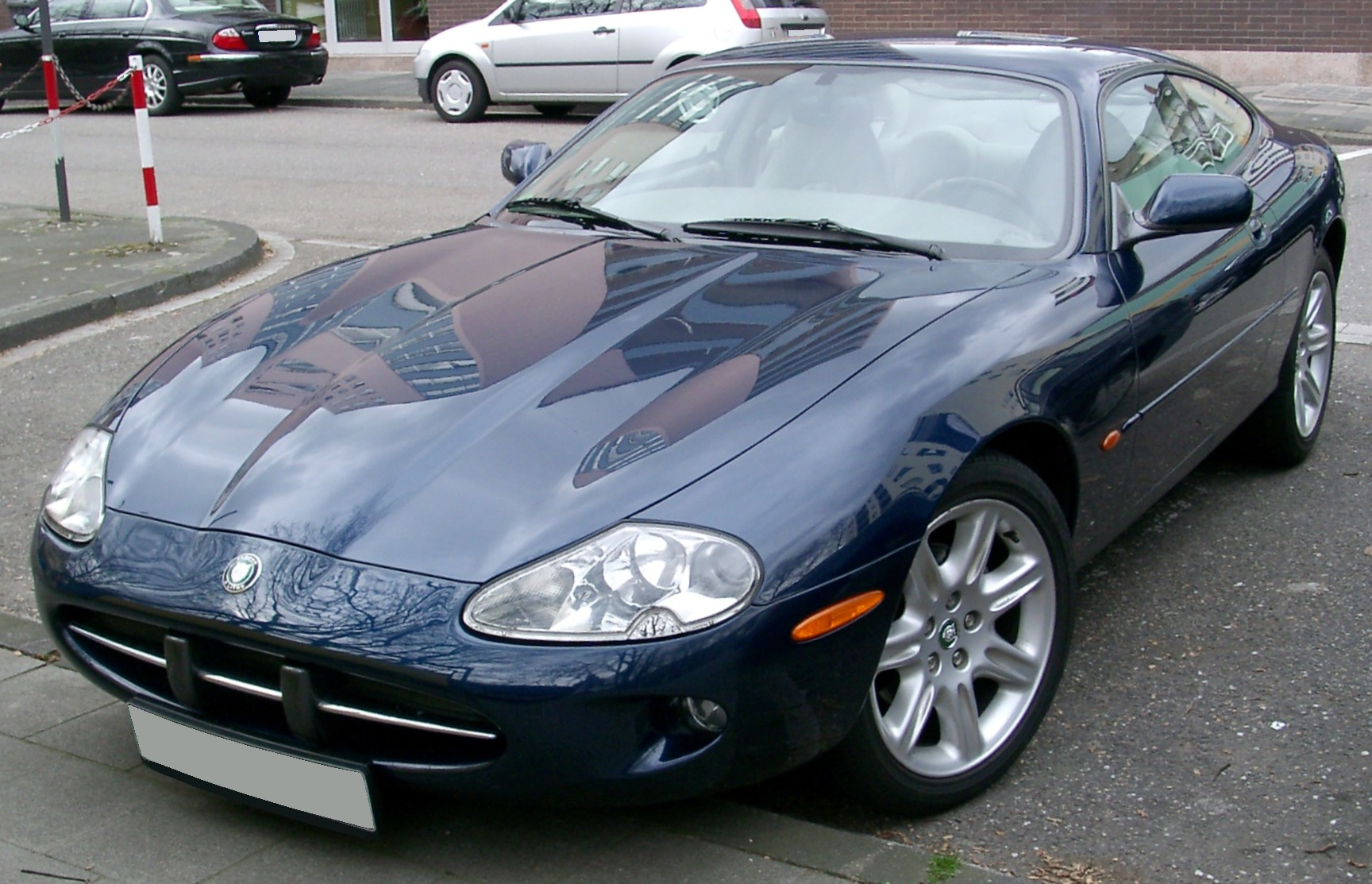
Jaguar XK X100 Coupé

V modelovém roce 2003 byl zvýšen objem motoru z 4,0 litru na 4,2 litru, přičemž v nabídce zůstal model XK8 i XKR.

## Jaguar XKX150(2007–2014)
Druhá generace modelu XK s označením X150 byl poprvé představen veřejnosti v roce 2005 na autosalonu IAA ve Frankfurtu nad Mohanem, kde byl vystavován pouze v provedení coupé. Kabriolet, tradičně nazývaný Convertible, měl premiéru až o rok později na autosalonu v Detroitu, přestože obě vozidla byla vyvíjena společně. V témže roce se nové XK dostalo do výroby. O vzhled vozu se postaral designér Ian Callum, který je odpovědný i za poslední generaci sedanu XJ. Vůz v obou karosářských variantách poskytuje prostor pro dva cestující vpředu a dvěma pasažérům na zadních menších pohotovostních sedačkách.

### Technika
Při uvedení byl vůz k dodáván se stejným motorem AJ-V8 4,2 litru jako jeho předchůdce a nabízel také stejnou výkonnost. Jelikož je ale nové XK lehčí než jeho předchůdce, nabízí agilnější jízdní projev. Snížení hmotnosti a zároveň zvýšení tuhosti karoserie bylo dosaženo použitím hliníkového prostorového rámu s hliníkovými panely karoserie, u které se inženýři nechali inspirovat technologiemi užívanými v leteckém průmyslu. Jednotlivé aluminiové díly jsou spojovány pomocí lepení epoxidem nebo nýtovány. Díky snížené hmotnosti nyní vůz dosahoval lepšího zrychlení z 0 na 100 km/h, od 5,2 s (XKR) až 6,2 s. Maximální rychlost zůstala elektronicky omezena na 250 km/h (155 mil/h).
V roce 2009 byla nabídka motoru 4,2 l ukončena, nahradil jej zcela nový vidlicový osmiválcový motor s označením AJ-V8 Gen III, který debutoval pod kapotou menšího sedanu XF v roce 2008. Tento motor o objemu 5,0 litrů je opět dodáván v základní atmosférické verzi i ve verzi s přeplňováním (XKR). Opět se zlepšilo zrychlení, o 0,5 - 1 sekundu, a opět zůstala max. rychlost omezena.
| Nabídka motorů (2009–2014) - V8 GenIII 5,0 litru (283 kW/ 385 koní) - V8 GenIII 5,0 litru přeplňovaný (375 kW/ 510 koní) | Nabídka motorů (2006–2009) - V8 4,2 litru (219 kW/ 298 koní) - V8 4,2 litru přeplňovaný (306 kW/416 koní) |

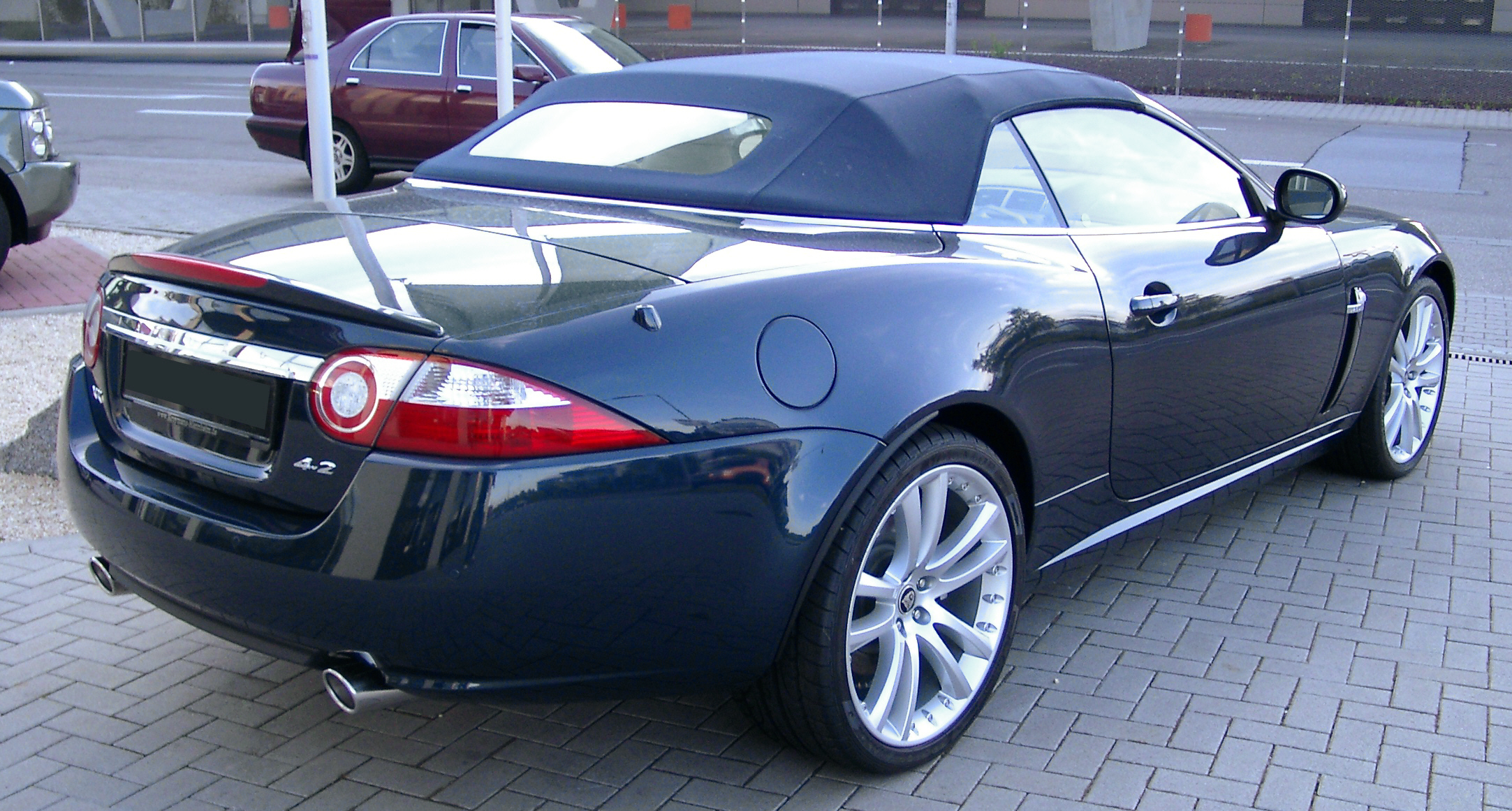
Jaguar XK Convertible

Interiér vozu odpovídá ceně vozidla, která se pohybuje od £ 60,085 (cca 1,8 mil.), tedy luxusní s anatomicky tvarovanými sedadly pokryté kůží a palubním počítač ovládaným pouze dotykem prstu. Mezi nejzajímavější řešení patří tzv. Systém Smart Key (Systém chytrého klíče). Ten umožňuje nastartovat vozidlo bez vkládání klíče do zapalování. Stačí stisknout určené tlačítko a motor automaticky nastartuje.